# Jovino y Basileo
Jovino y Basileo (f. Roma, 258), fueron unos mártires católicos de Roma, martirizados por su fe durante el Imperio romano, bajo las persecuciones de los emperadores Valeriano y Galieno.
Desde la antigüedad, la Iglesia católica y la Iglesia ortodoxa los venera como santos mártires.
Su fiesta es el 25 de diciembre.
Jovinus y Basileus fueron enterrados en un lugar desconocido en la Via Latina en Roma. Esto se sabe por una nota en la historia del sufrimiento del obispo romano Esteban I, que informa que varios de sus clérigos fueron enterrados junto a ellos. 
Según alguna tradición, sus huesos fueron trasladados a la basílica de los Santos Apóstoles en el siglo IX, según otros, la reliquia de la cabeza de Jovino se encuentra en la basílica de San Lorenzo in Dámaso, donde el papa Pascual I la trasladó.